# ニウエ語
ニウエ語（ニウエご、ニウエ語: ko e vagahau Niuē、英: Niuean language）は、ポリネシア諸語に属する言語である。言語的分類でトンガ語が最も近い関係にある。ニウーエイ語とも。